# Richard Westbrook
Richard Westbrook (ur. 10 lipca 1975 roku w Chelmsford) – brytyjski kierowca wyścigowy.

## Kariera
Westbrook rozpoczął karierę w międzynarodowych wyścigach samochodowych w 1993 roku od startów w Brytyjskiej Formuły Renault oraz edycji zimowej Formuły Vauxhall Lotus, gdzie raz stanął na podium. Jedynie w Formule Vauxhall był klasyfikowany, gdzie zdobył tytuł wicemistrza serii. W późniejszych latach Brytyjczyk pojawiał się także w stawce Formuły Opel Lotus Euroseries, Austriackiej Formuły 3, Niemieckiej Formuły 3, Porsche Supercup, Brytyjskiego Pucharu Porsche Carrera, Niemieckiego Pucharu Porsche Carrera, Grand American Rolex Series, Le Mans Series, 24h Nürburgring, American Le Mans Series, FIA GT Championship, Toyo Tires 24H Series-A6, International GT Open, ADAC GT Masters, Belgian GT Championship, FIA GT2 European Cup, VLN Endurance, FIA GT1 World Championship, 24-godzinnego wyścigu Le Mans, British GT Championship, Blancpain Endurance Series, V8 Supercars, FIA World Endurance Championship, Superstars GT Sprint oraz United Sports Car Championship.

## Wyniki w 24h Le Mans
| Rok  | Zespół              | Partnerzy                  | Samochód                | Klasa   | Okr. | Poz. | Klasa Pos. |
| ---- | ------------------- | -------------------------- | ----------------------- | ------- | ---- | ---- | ---------- |
| 2010 | BMS Scuderia Italia | Marco Holzer Timo Scheider | Porsche 997 GT3-RSR     | GT2     | 327  | 14   | 3          |
| 2011 | Corvette Racing     | Oliver Gavin Jan Magnussen | Chevrolet Corvette C6.R | GTE Pro | 211  | NU   | NU         |
| 2012 | Corvette Racing     | Oliver Gavin Tommy Milner  | Chevrolet Corvette C6.R | GTE Pro | 215  | NS   | NS         |
| 2013 | Corvette Racing     | Oliver Gavin Tommy Milner  | Chevrolet Corvette C6.R | GTE Pro | 309  | 22   | 7          |
| 2014 | Corvette Racing     | Oliver Gavin Tommy Milner  | Chevrolet Corvette C7.R | GTE Pro | 333  | 20   | 4          |